# Raymond Zéphirin Mboulou
Raymond Zéphirin Mboulou, né le 19 mars 1956 à Mpouya (Plateaux), est un homme politique congolais. Il est ministre de l'Intérieur et de la Décentralisation depuis le 30 décembre 2007, et député de Mpouya depuis 1992.

## Biographie
Raymond Zéphirin Mboulou est issu de l'ethnie mbochi. Il a étudié à l'ENA où il a obtenu une licence en droit public, ainsi qu'au Centre d'études financières, économiques et bancaires (1981),. 
À partir de 1982, il est inspecteur d'État et administrateur en chef des SAF (Services Administratif et Financier). De 1998 à 2002, il occupe le poste de Directeur Général du Contrôle des marchés et contrats d'État. 
En 1992, il est élu député de la circonscription de Mpouya (Plateaux), et a depuis été réélu à toutes les élections législatives à ce poste,. 
Puis, de 2002 à mai 2007, il est directeur du Cabinet du chef de l'État. Le 18 mai 2007, il est nommé Secrétaire Général de la Présidence de la République (avec rang et prérogatives de ministre).
Il occupe ce poste jusqu'au 30 décembre de la même année, date où il est nommé ministre de l’Administration du territoire et de la Décentralisation.
Lors du remaniement du 15 septembre 2009, son portefeuille change de nom et il devient ministre de l’Intérieur et de la Décentralisation,.
Début avril 2014, il ordonne le déploiement de l'Opération Mbata ya bakolo visant à expulser des étrangers en situation irrégulière, et notamment des jeunes issus de la République Démocratique du Congo et membres des gangs kulunas. Des violences policières et traitements dégradants violant les droits humains sont dénoncés notamment par la MONUSCO, qui craint une crise humanitaire et demande l’arrêt immédiat de l'opération en mai 2014. Le 21 mai 2015, lors d'une rencontre avec des diplomates étrangers, Raymond Zéphirin Mboulou déclare que l'opération doit se poursuivre car nécessaire pour lutter contre l'insécurité, mais que tout sera mis en œuvre pour éviter des dérapages et respecter les droits de l'Homme.

## Distinction
- Grand officier de l'ordre du Mérite congolais[3]